# Estatua del rey Alfonso II de Asturias

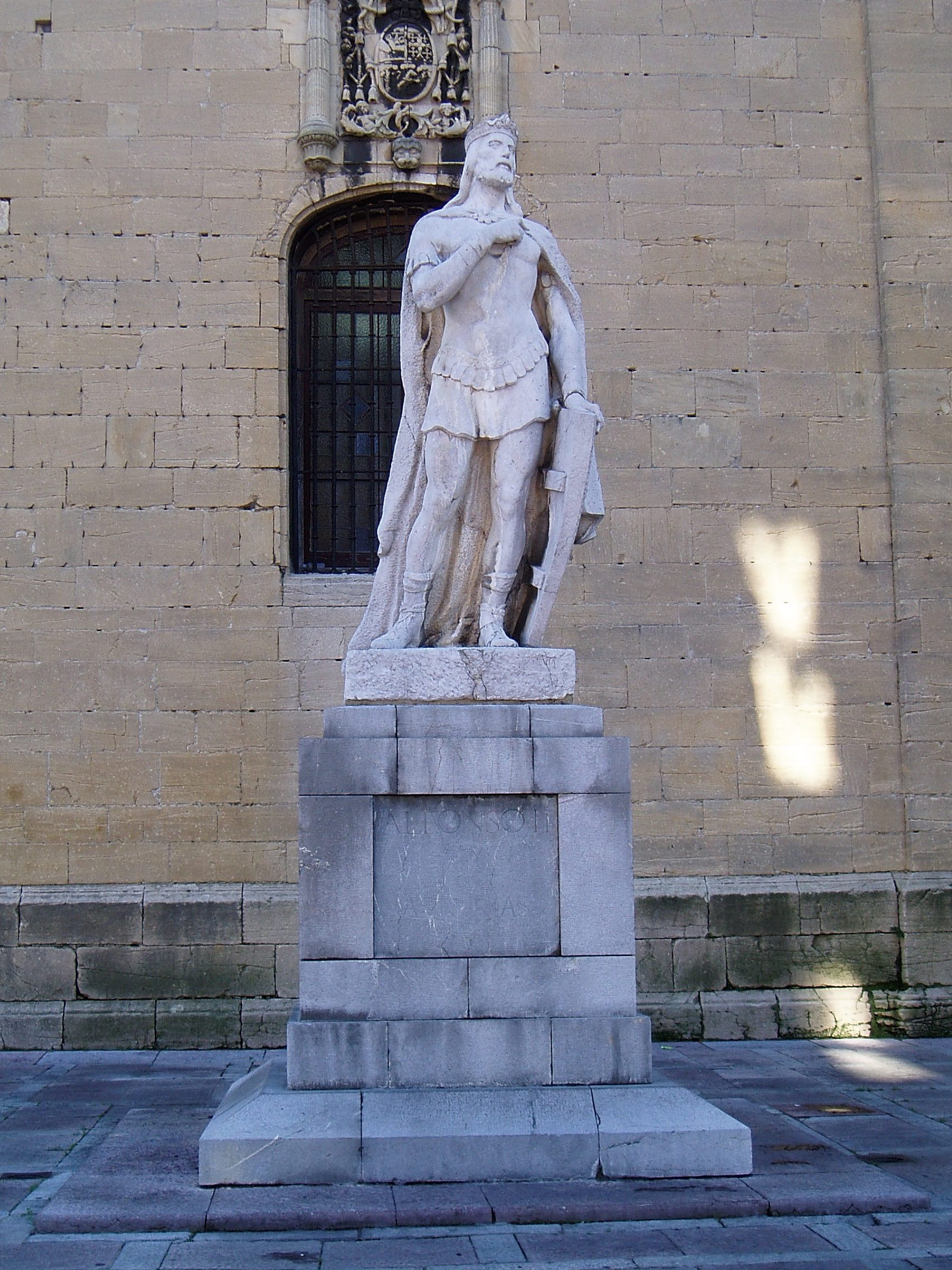
Estatua de Alfonso II realizada por Víctor Hevia.

La estatua del rey Alfonso II de Asturias, ubicada en la calle Águila, en la ciudad de Oviedo, Principado de Asturias, España, es una de las más de un centenar que adornan las calles de la mencionada ciudad española.
El paisaje urbano de esta ciudad se ve adornado por  obras escultóricas, generalmente monumentos conmemorativos dedicados a personajes de especial relevancia en un primer momento, y más puramente artísticas desde finales del siglo XX.
La escultura, hecha en piedra, es obra de Víctor Hevia, y está datada en 1942. La escultura presenta cincelada sobre la piedra la siguiente inscripción:

ALFONSO II

REY

DE

ASTURIAS

791-842

Hay una réplica en Santiago de Compostela. "En 1965 se inauguró en la plaza de Entrepraciñas, pegada a la Facultade de Historia, un monumento en su honor. Es una réplica del que existe en Oviedo, y fue un regalo del Principado de Asturias".